# Ратни комунизам
Ратни комунизам или војни комунизам (рус. Военный коммунизм, Војенны коммунизм) био је економски и политички систем који је постојао у Совјетској Русији током Руског грађанског рата од 1918. до 1921. године.
Према совјетској историографији, владајућа бољшевичка администрација је усвојила ову политику са циљем да се градови (пролетерска база) и Црвена армија опскрбе храном и оружјем, јер су околности налагале примену нових економских мера. Током грађанског рата, стари капиталистички тржишни систем није био у стању да производи храну и прошири индустријску базу. Ратни комунизам је често описиван као једноставна ауторитарна контрола од стране владајућих и војних каста ради одржавања моћи и контроле у совјетским регионима, а не као било каква кохерентна политичка идеологија.
Ратни комунизам ступио је на снагу у јуну 1918. године, а спроводио га је Врховни економски савет (рус. Высший Совет Народного Хозяйства), познат као Весенкха. Завршен је 21. марта 1921. године почетком Нове економске политике, која је трајала до 1928. године.

## Политике
Ратни комунизам је укључивао следеће политике:
1. Национализација свих индустрија и увођење строгог централизованог управљања
2. Државна контрола спољне трговине
3. Строга дисциплина за раднике, са забрањеним штрајковима
4. Обавезна радна обавеза од стране нерадничких класа („милитаризација рада“, укључујући рану верзију Гулага)
5. Продразвиорстка – реквизиција пољопривредног вишкова (преко апсолутног минимума) од сељака за централизовану расподелу међу преосталом популацијом
6. Рационисање хране и већине роба, са централизованом дистрибуцијом у урбаним центрима
7. Приватно предузеће забрањено
8. Контрола железнице у војном стилу

Пошто је бољшевичка влада спровела све ове мере у време грађанског рата, оне су биле далеко мање кохерентне и координисане у пракси него што би се могло видети на папиру. Велики делови Русије остали су ван контроле бољшевика, а лоша комуникација значила је да су чак и они региони лојални бољшевичкој влади често морали да делују сами, без наређења или координације из Москве. Дуго се расправљало о томе да ли је „ратни комунизам“ представљао стварну економску политику у правом смислу те фразе или само скуп мера за победу у грађанском рату.

## Циљеви
Циљеви бољшевика у спровођењу ратног комунизма су предмет спорења и контроверзна тема. Неки коментатори, укључујући известан број бољшевика, су тврдили да је његова једина сврха била победа у рату. Владимир Лењин је, на пример, рекао да је „одузимање вишкова од сељака била мера којом смо били оптерећени императивним условима ратног времена“. Други бољшевици, као што су Јуриј Ларин, Лев Крицман, Леонид Красин и Николај Бухарин, тврдили су да је то био прелазни корак ка социјализму. Коментатори, као што су историчар Ричард Пајпс, филозоф Мајкл Полањи, и економисти попут Пола Крега Робертса или Шелдона Л. Ричмана, су тврдили да је ратни комунизам заправо покушај да се одмах елиминише приватна својина, робне производње и тржишне размене, и да на тај начин спроведе комунистичку економију, те да су бољшевичке вође очекивале тренутно и велико повећање привредног производа. Овог гледишта имао је и Бухарин, који је рекао да „Ми смо ратни комунизам замишљали као универзални, да тако кажем „нормалан“ облик економске политике победничког пролетаријата, а не као везан за рат, тј. дефинитивно стање грађанског рата“.

## Резултати

### Војска
Ратни комунизам је углавном био успешан у свом примарном циљу: помоћи Црвеној армији у заустављању напредовања Беле армије и у повратку већине територије бившег Руског царства након тога.

### Друштво
У градовима и околним селима становништво је доживљавало тешкоће услед рата. Сељаци су, због крајње оскудице, почели да одбијају да сарађују у давању хране за ратне напоре. Радници су почели да мигрирају из градова на село, где су биле веће шансе да се прехране, што је додатно смањило могућност размене индустријских добара за храну и погоршало положај преосталог градског становништва, привреде и индустријске производње. Између 1918. и 1920. Петроград је изгубио 70% становништва, док је Москва изгубила преко 50%.
Широм земље избио је низ радничких штрајкова и побуна сељака, попут Тамбовске (1920–1921). Прекретница је наступила са Кронштатском побуном у поморској бази Кронштат почетком марта 1921. године. Побуна је запрепастила Лењина јер су бољшевици сматрали кронштатске морнаре „најцрвенијим од црвених“. Природа ових устанака и њихово вођство су такође били од велике забринутости јер су то углавном били левичарски устанци које су предводили опозициони левичари, стварајући тако конкуренцију бољшевицима. Према Дејвиду Кристијану, Чека, државна тајна полиција Комунистичке партије, пријавила је 118 сељачких устанака у фебруару 1921.

Дејвид Кристијан, у својој књизи Империјална и совјетска Русија, сумира стање Русије 1921. године након година ратног комунизма:
Влада која је тврдила да представља народ сада се нашла на ивици да је збаци та иста радничка класа. Криза је поткопала лојалност села, градова и коначно делова војске. Било је потпуно једнако озбиљно као и кризе са којима се суочила царска влада 1905. и фебруара 1917.
Бољшевички званичници били су паралисани глађу у Русији 1921–22, која се поклопила са катастрофалном кризом рата и економским потешкоћама са којима се суочио нови режим. Ови напори милитаризације су предузети да се Црвена армија одржи за ратне напоре и одбрану нове државе, за одговарајућу логистику и да се оскудне залихе дистрибуирају људима за које је режим сматрао да су потребнији од других, као што је Црвена армија.

### Економија
У Русији се појавило црно тржиште, упркос претњи суђењем на војним судовима против профитерства. Рубља је пропала, а размена је све више замењивала новац као средство размене и до 1921. производња тешке индустрије је пала на 20% нивоа из 1913. године. 90% плата је исплаћено робом, а не новцем. 70% локомотива је било потребно поправити, а реквизиција хране, у комбинацији са последицама седмогодишњег рата и тешке суше, допринела је глади која је изазвала између 3 и 10 милиона смртних случајева. Производња угља је смањена са 27,5 милиона тона (1913) на 7 милиона тона (1920), док је укупна фабричка производња такође опала са 10.000 милиона рубаља на 1.000 милиона рубаља. Према познатом историчару Дејвиду Кристијану, жетва житарица је такође смањена са 80,1 милиона тона (1913) на 46,5 милиона тона (1920).